# عدل الهی (فیلم)
عدل الهی فیلمی به کارگردانی تورکر اینان اوغلو و نویسندگی منوچهر کی مرام محصول سال ۱۳۴۸ است.

## خلاصه داستان
دو دوست در کار قاچاق موفق به کسب پول خوبی می‌شوند، اما یکی از آنها گرفتار می‌شود. دوست دیگر با استفاده از پول به دست آمده زندگی مجللی برای خود فراهم آورده و دوست خود را فراموش می‌کند. پس از چندسال دوست زندانی آزاد می‌شود و با رفیق قدیمی روبرو شده و انتقام سال‌های از دست رفتهٔ زندگیش را می‌ستاند.

## بازیگران
- فروزان
- کارتال تیبت
- جهانگیر غفاری
- مینا مطیع